# BNY Mellon
The Bank of New York Mellon Corporation eller BNY Mellon er en amerikansk investeringsbank med hovedkvarter i New York City. BNY Mellon blev etableret i 2007 ved en fusion mellem Bank of New York og Mellon Financial Corporation.